# Вікман Петро Михайлович
Петро Михайлович Вікман (13 листопада 1890, місто Рига, тепер Латвія — 10 квітня 1958, місто Рига, тепер Латвія) — радянський діяч, голова Тверського губернського комітету РКП(б), голова Тверського губвиконкому, відповідальний секретар Башкирського обкому та Смоленського губкому РКП(б). Член ЦВК СРСР 1-го скликання, член ВЦВК. Член Центральної контрольної комісії ВКП(б) у 1927—1930 роках.

## Життєпис
Народився в родині робітника. З 1904 року працював робітником на фабриках та заводах міста Риги.
Брав активну участь у революційному русі. Член РСДРП з квітня 1906 року.
За революційну діяльність неодноразово був заарештований, зокрема перебував у в'язниці з 3 липня по 29 листопада 1913 року. 17 квітня 1914 року заарештований, а 21 червня 1914 року засуджений до дворічного адміністративного заслання під гласним наглядом поліції до Пскова. 18 лютого 1915 року переведений до міста Холма Псковської губернії, 25 травня 1915 року — до Твері, 10 червня 1916 року — до міста Кімри Тверської губернії, де працював електромонтером електростанції. 6 липня 1916 року звільнений.
Після Лютневої революції 1917 року — голова Кімрського комітету РСДРП(б) Тверської губернії. З квітня 1917 року — член Московського обласного бюро РСДРП(б). З травня 1917 року — голова Кімрського повітового комітету РСДРП(б).
У жовтні 1917 — 1918 року — голова виконавчого комітету Кімрської повітової ради Тверської губернії.
У 1918 році — завідувач Кімрського повітового відділу народної освіти.
У листопаді 1918 — лютому 1919 року — завідувач Тверського губернського відділу управління.
Одночасно 5 грудня 1918 — 25 листопада 1919 року — голова Тверського губернського комітету РКП(б).
З січня 1919 року — завідувач особливого відділу Тверської губернської надзвичайної комісії (ЧК).У квітні — травні 1919 року — голова Тверської губернської ЧК.
У 1919 році — завідувач Тверських губернських курсів партійних та радянських працівників.
26 травня — 24 червня 1919 року — голова виконавчого комітету Тверської губернської ради.
У листопаді 1919 — березні 1920 року — завідувач організаційно-інструкторського відділу Тверського губернського комітету РКП(б).
У липні 1920 — травні 1921 року — відповідальний секретар Башкирського обласного комітету РКП(б).
З липня 1921 року — голова Ржевської повітової комісії Тверської губернії з чистки РКП(б).
У березні 1922 — лютому 1924 року — відповідальний секретар Смоленського губернського комітету РКП(б).
У червні 1924 — червні 1927 року — слухач Курсів марксизму при ЦК ВКП(б) у Москві.
У червні 1927 — 1929 року — завідувач організаційного відділу РРФСР Центральної Контрольної Комісії ВКП(б) та керівник групи Народного комісаріату робітничо-селянської інспекції СРСР.
У 1929—1930 роках — інструктор ЦК ВКП(б).
У січні — лютому 1930 року — секретар Азербайджанської республіканської Ради профспілок.
У лютому 1930 — квітні 1935 року — відповідальний інструктор організаційного відділу ВЦВК.
У травні — грудні 1935 року — завідувач Сталінградського крайового організаційного відділу.
У грудні 1935 — жовтні 1936 року — відповідальний інструктор Сталінградського крайового комітету ВКП(б).
У жовтні 1936 — вересні 1937 року — заступник начальника обліково-розподільчого відділу Народного комісаріату лісової промисловості СРСР.
У вересні 1937 — грудні 1938 року — директор дослідно-показового парку «Дендарія» в місті Сочі Краснодарського краю.
У січні 1939 — квітні 1941 року — помічник начальника розвідувальної партії «Трансводпроєкт» Народного комісаріату шляхів сполучення СРСР у Москві.
У квітні — липні 1941 року — інструктор ЦК КП(б) Латвії.
У червні 1941 — червні 1942 року — заступник директора Кіровської школи радянського та партійного будівництва.
У червні 1942 — травні 1943 року — експедитор латвійської газети "Cīņa" в місті Кірові.
У травні — листопаді 1943 року — слухач Кіровських радянсько-партійних курсів.
З листопада 1943 до квітня 1944 року — в Радянській армії.
У квітні — грудні 1944 року — пропагандист ЦК КП(б) Латвії.
У грудні 1944 — серпні 1946 року — 1-й секретар Кулдизького повітового комітету КП(б) Латвії.
У серпні 1946 — липні 1947 року — лектор політичного відділу Державного морського пароплавства Латвійської РСР.
У липні 1947 — листопаді 1950 року — старший викладач, завідувач кабінету марксизму-ленінізму Державної академії мистецтв Латвійської РСР у Ризі.
У листопаді 1950 — вересні 1952 року — заступник директора Музею революції Латвійської РСР з наукової частини.
У вересні 1952 — квітні 1953 року — начальник відділу кадрів Міністерства місцевої та паливної промисловості Латвійської РСР.
З квітня 1953 до 1956 року — заступник начальника відділу кадрів Академії наук Латвійської РСР.
З 1956 року — на пенсії.
Помер 10 квітня 1958 року в місті Ризі. Похований на цвинтарі Райніса.

## Нагороди
- орден Леніна (23.03.1956)
- орден Трудового Червоного Прапора